# Kadzidla Cartera
Kadzidla Cartera, kadzidłowiec Cartera (Boswellia sacra Flueck.) – gatunek rośliny z rodziny osoczynowatych. Występuje w Somalii i w południowej części Półwyspu Arabskiego. 

## Morfologia
Krzew lub małe drzewo. Liście pierzaste, złożone z 7-9 par listków. Kwiaty drobne w kolorze bladoczerwonym, złożone z 5-działkowego kielicha, 5-płatkowej korony, 1 słupka i 10 pręcików. Owoc – torebka. Roślina ma charakterystyczną, podobną do papieru korę, która odpada płatami.

## Zastosowanie
- Zraniona roślina wytwarza żywicę, która po zestaleniu tworzy substancję zwaną olibanum w postaci żółtobrązowej, ziarenkowatej masy. Substancja ta stosowana jest w kadzidłach[5]. W Biblii kadzidło wymienione jest wielokrotnie. Według badaczy roślin biblijnych żywicę do jego wytwarzania dawała kadzidla Cartera oraz dwa inne gatunki: Boswellia papyrifera i Boswellia serrata. Gatunki te nie występują w Izraelu, olibamum było więc produktem sprowadzanym z innych krajów. Kadzidla Cartera dawała żywicę gorszej jakości, niż Boswellia serrata, wkrótce więc zaniechano wykorzystywania jej do wytwarzania olibanum[6].
- Olibanum działa przeciwbólowo, immunomodulująco, uspokajająco, przeciwbakteryjnie i wykrztuśnie, antyproliferacyjnie wobec nowotworów, zmniejsza stany zapalne w przebiegu reumatyzmu i wpływa korzystnie na wątrobę. W tradycyjnej medycynie indyjskiej jest używane w leczeniu stanów zapalnych stawów i kości, stanów zapalnych i bólowych kręgosłupa, nieżytów układu oddechowego.[7].

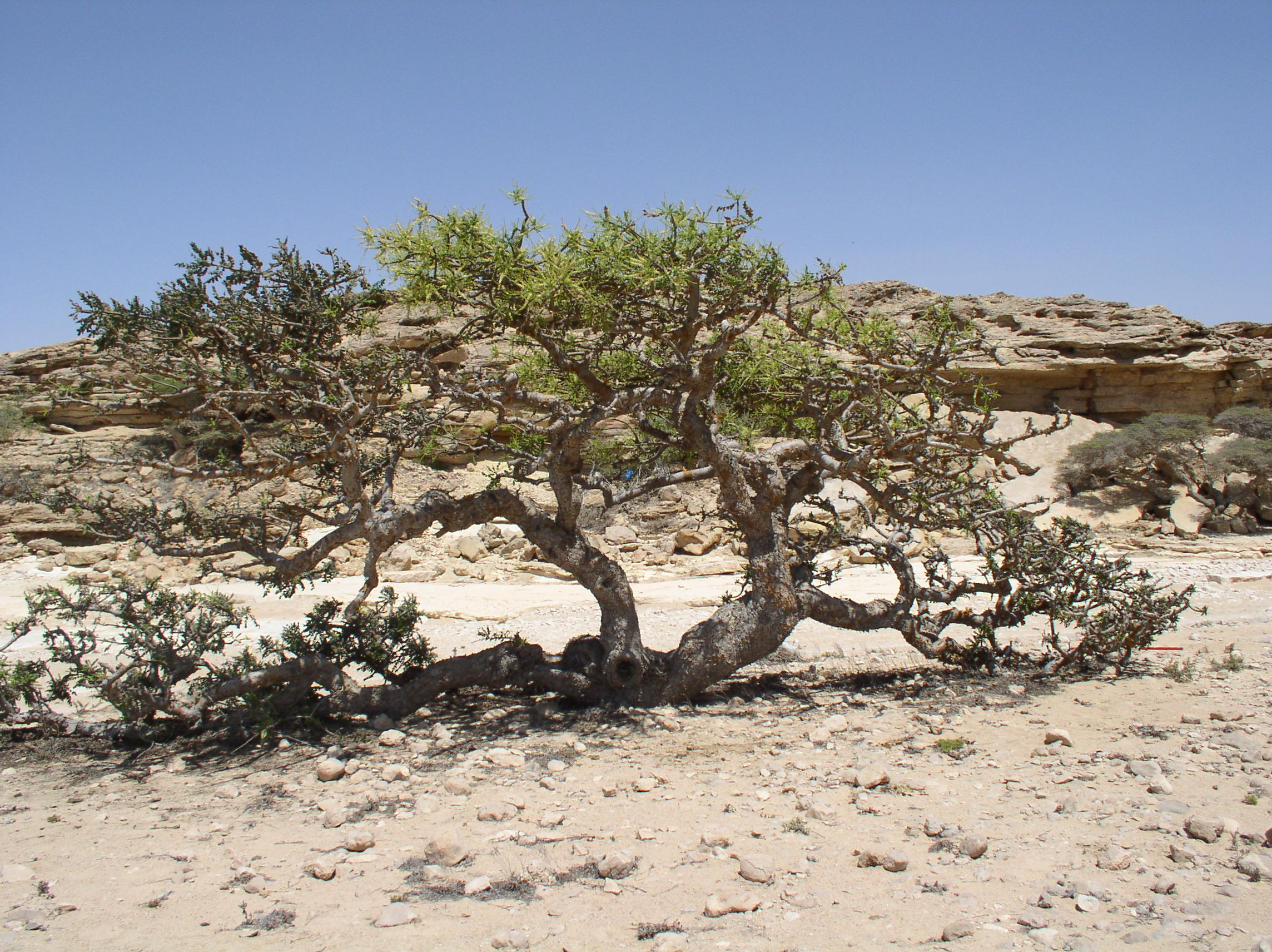
Pokrój